# Rogožarski IK-3
Rogožarski IK-3 je jugoslavenski lovac jednosjed kojeg su dizajnirali Ljubomir Ilić i Kosta Sivčev kako bi naslijedio Ikarusa IK-2 u ulozi lovca presretača. 

## Dizajn i razvoj
Lovački avion IK-3 nastao je tijekom tridesetih godina 20. stoljeća kao rezultat privatnog pothvata inženjera Ljubomira Ilića, Koste Sivčeva i Slobodana Zrnića koji se timu priključio u fazi izrade proračuna i izradi konstrukcijskih rješenja.
Dokumentacija IK-3 je predana na usvajanje Komandi zrakoplovstva polovicom 1936. ali je zbog nepovjerenja u domaće konstruktore ugovor za izradu prototipa potpisan tek u ožujku 1937. Izrada prototipa povjerena je tvornici zrakoplova Rogožarski koja je imala dosta iskustva u izgradnji zrakoplova drvene konstrukcije.
Prvi prototip IKa-3 koji je poletio u proljeće 1938. bio je opremljen motorom na vodeno hlađenje Hispano Suiza 12Y-29, snage 920 KS i bio je naoružan s jednim topom kalibra 20 mm, koji je pucao kroz sredinu propelera i s dva mitraljeza FN-Brauning koji su bili namješteni iznad poklopca motora. Trup je bio napravljen od čeličnih cijevi pokrivenih lakim drvenim pločama i platnom, dok je konstrukcija krila bila drvena sa zakrilcima metalne konstrukcije pokrivenim platnom i uvlačivim podvozjem. 
Prvi probni letovi izvršeni krajem svibnja 1938. pokazali su da su predviđanja konstruktora glede osnovnih osobina aviona u potpunosti ostvarena. IK-3 je letio maksimalnom brzinom od 527 km/h što je za moguću snagu motora predstavljalo odličan rezultat čak i u međunarodnim razmjerima. Na osnovu pozitivnih rezultata ispitivanja donesena je odluka da se počne sa serijskom proizvodnjom ali je ona stopirana kada se 19. siječnja 1939. srušio prototip kojim je upravljao kapetan Pokorni. Kapetan Pokorni je prenaglo izvodio avion iz strmog obrušavanja što je dovelo do iznenadnog popuštanja krila zbog preopterećenja. Avion se srušio u rijeku pri čemu je pilot poginuo. Poslije nesreće Vrhovno zapovjedništvo zrakoplovstva je zahtijevalo provedbu dodatnih aerodinamičkih ispitivanja te ispitivanje uzroka nesreće. Istraga je pokazala da je do nesreće došlo zbog greške pilota i da konstrukcija zadovoljava predviđene zahtjeve čvrstoće. Zbog veće sigurnosti ipak su pojačani najopterećeniji dijelovi krila. Odluka o izradi prve serije je potvrđena, ali je bez potrebe izgubljeno nekoliko dragocjenih mjeseci.

## Tehničke karakteristike
Osnovne karakteristike
- posada: 1
- dužina: 8,38 m
- raspon krila: 10,33 m
- površina krila: 16,6 m2
- visina: 3,23 m

Letne karakteristike
- najveća brzina: 526 km/h
- dolet: 496 km
- specifično opterećenje krila: 113 kg/m2
- motor: 1x Hispano-Suiza 12Ycrs V-12 klipni motor